# Jana Ina
Jana Ina (Petrópolis, 12 dicembre 1976) è una modella e conduttrice televisiva brasiliana.
Nata Janaína Vizeu Berenhauser Borba, è conosciuta anche come Janaína Berenhauser, Janaína Borba, o ancora Jana Ina Zarrella dopo aver sposato nel 2005 il cantante italotedesco Giovanni Zarrella.

## Biografia
Jana Ina è nata e ha vissuto buona parte della sua gioventù a Petrópolis. In questa città ha studiato danza, recitazione e canto: per 11 anni ha fatto parte del coro Meninas Cantoras de Petrópolis.
A 15 anni ha firmato un contratto con l'agenzia Elite Model Management tramite la filiale a Rio de Janeiro, la Elite Model Brasil. 
Nel 1997 è stata eletta sia Miss Petrópolis sia Miss Rio de Janeiro ed è anche stata una delle finaliste a Miss Brasile.  L'anno dopo ha rappresentato il proprio Paese a Miss Intercontinental, riuscendo ad aggiudicarsi il titolo, per la qual cosa è stata omaggiata dall'Assemblea Legislativa dello Stato Federale di Rio de Janeiro. Essendosi svolta l'edizione di quell'anno in Germania, a Bonn, la modella ha sfruttato subito le proposte ricevute dalla tv tedesca (spot e conduzioni di programmi), decidendo quindi nel 1999 di trasferirvisi definitivamente.
Nel 2002 ha posato per Playboy.
Nel 2003 ha inciso alcuni singoli, mentre l'anno successivo ha esordito come attrice cinematografica, nel film Samba in Mettmann.
Nel 2005 ha sposato Giovanni Zarrella e da allora è apparsa in televisione molto spesso con lui: i due hanno anche condotto programmi insieme. Jana Ina ha inoltre affiancato il marito in alcuni videoclip abbinati alle canzoni da lui incise ed eseguito insieme a lui un duetto nel 2019, Così sei tu (So bist du), cover di un successo di Peter Maffay.

## Vita privata
Jana Ina vive a Colonia. Con Zarrella ha messo al mondo due figli: un maschio e una femmina.

## Discografia

### Singoli
- Yo Te Quiero (2002)
- Make My Day (2003)
- Tanze Samba mit mir (con Hape Kerkeling, 2003)
- Così sei tu (So bist Du) (con Giovanni Zarrella, 2019)

## Filmografia
- Samba in Mettmann (2004)